# Грагера, Хосе
Хосе Грагера Амадо (исп. José Gragera Amado; род. 30 ноября 2000, Хихон, Астурия) — испанский футболист, полузащитник клуба «Эспаньол».

## Клубная карьера
Грагера — воспитанник хихонского клуба «Спортинг». В 2017 году он дебютировал за дублирующий состав. 8 июня 2019 года в матче против «Кадиса» он дебютировал в Сегунде. 20 сентября 2020 года в поединке против «Картахены» Хосе забил свой первый гол за «Спортинг». В начале 2023 года Грагера перешёл в «Эспаньол», подписав контракт на 5,5 лет. Сумма трансфера составила 2,8 млн евро. 4 февраля в матче против «Осасуна» он дебютировал в Ла Лиге. 18 мая в поединке против «Сельты» Хосе забил свой первый гол за «Эспаньол». По итогам сезона клуб вылетел из элиты, но игрок остался в команде и через год помог ей вернуться в элиту.